# Muna (álbum de Muna)
Muna es el tercer álbum de estudio de la banda estadounidense de indie pop Muna, lanzado el 24 de junio de 2022. Es su primer álbum como artista independiente, después de que firmaron con el sello Saddest Factory Records de Phoebe Bridgers en 2021. Se promocionó con los sencillos "Silk Chiffon", "Anything but Me", "Kind of Girl", "Home by Now" y "What I Want". El álbum fue recibido con elogios de la crítica tras su lanzamiento y se convirtió en el primer álbum de la banda en aparecer en el Billboard 200 de Estados Unidos y en la lista de álbumes del Reino Unido.

## Antecedentes
En 2020, RCA Records retiró a a Muna, con la que habían lanzado sus dos primeros álbumes, y en mayo de 2021 firmó con Saddest Factory Records, un sello de Dead Oceans propiedad de la cantautora estadounidense Phoebe Bridgers. A lo largo de 2021 y 2022, Muna realizó una gira con Bridgers en su Reunion Tour y con Kacey Musgraves en su gira Star-Crossed: Unveiled.
Muna es principalmente un álbum de synth pop, pero según la cantante Katie Gavin, "el sonido de este disco explota en muchas direcciones diferentes". La guitarrista Josette Maskin dijo sobre el álbum: "Lo que finalmente nos mantiene unidos es saber que alguien escuchará cada una de estas canciones y las usará para hacer el cambio que necesita en su vida. Que la gente sentirá una especie de catarsis, incluso si es una catarsis, tal vez yo mismo nunca lo hubiera conocido, porque estoy jodido."

## Lista de canciones
Todas las pistas escritas y producidas por Muna, excepto donde se indique lo contrario.

| Muna - edición estándar |                                      |          |  |
| N.º                     | Título                               | Duración |  |
| 1.                      | «Silk Chiffon» (con Phoebe Bridgers) | 3:26     |  |
| 2.                      | «What I Want»                        | 4:03     |  |
| 3.                      | «Runner's High»                      | 3:43     |  |
| 4.                      | «Home by Now»                        | 4:28     |  |
| 5.                      | «Kind of Girl»                       | 4:06     |  |
| 6.                      | «Handle Me»                          | 3:39     |  |
| 7.                      | «No Idea»                            | 2:54     |  |
| 8.                      | «Solid»                              | 2:21     |  |
| 9.                      | «Anything but Me»                    | 3:33     |  |
| 10.                     | «Loose Garment»                      | 3:10     |  |
| 11.                     | «Shooting Star»                      | 3:52     |  |